# 희망의 여행
《희망의 여행》(Reise Der Hoffnung, Journey Of Hope)은 튀르키예에서 제작된 자비에 콜러 감독의 1990년 드라마 영화이다. 에르딘 애크바스 등이 주연으로 출연하였고 알피 시니걸 등이 제작에 참여하였다.
아카데미 외국어 영화상 수상작이다.

## 출연

### 주연
- 에르딘 애크바스
- 매디아스 그나딩거

### 조연
- 디에트마 숀허
- 네크메틴 코바노글루